# FK Daugava Riga
Der FK Daugava Riga war ein lettischer Fußballverein aus der Hauptstadt Riga.

## Geschichte

### FK Jūrmala
Der Verein wurde 2003 als FK Jūrmala (FK = Futbola klubs) in Jūrmala gegründet. Gleich in ihrer ersten Saison wurde die 1. Mannschaft des FK Jūrmala Meister der 1. līga, der zweithöchsten lettischen Spielklasse. Seitdem spielte sie mit wechselndem, meist mittlerem Erfolg in der höchsten lettischen Fußballliga, der Virslīga.
Im Jahre 2007 geriet der Verein in finanzielle Not. Die eingespielte Mannschaft konnte nicht gehalten werden; so folgte auch ein sportlicher Absturz.
In der Saison 2010 erreichte der FK Jūrmala wieder das Finale des lettischen Vereinspokals und unterlag dort dem FK Jelgava nach Elfmeterschießen.

### FK Daugava Riga
Im März 2012 wurde der FK Jūrmala in FK Daugava Riga umbenannt. Der Grund dafür war, dass es in Jūrmala drei Fußballvereine gab, die sich ein Stadion teilen mussten. Deshalb zog man in die Hauptstadt Riga.
In der Saison 2012 bewahrte sich der FK Daugava Riga vor dem Abstieg, indem man in der Relegation gegen den BFC Daugava gewann. In der Saison 2013 konnte sich die durch neue, gute Spieler verstärkte Mannschaft konsolidieren und man erreichte kurze Zeit später erstmals den Europapokal.
2015 wurde dann die Auflösung des Vereins bekannt gegeben.

## Europapokalbilanz
| Saison  | Wettbewerb         | Runde                  | Gegner      | Gesamt | Hin     | Rück    |
| ------- | ------------------ | ---------------------- | ----------- | ------ | ------- | ------- |
| 2014/15 | UEFA Europa League | 1. Qualifikationsrunde | FC Aberdeen | 0:8    | 0:5 (A) | 0:3 (H) |

Gesamtbilanz: 2 Spiele, 2 Niederlagen, 0:8 Tore (Tordifferenz −8)

## Weblink
- Offizielle Website (lettisch/russisch)